# Will Anderson Jr.
William Anderson Jr. (Hampton, 2 settembre 2001) è un giocatore di football americano statunitense che milita nel ruolo di defensive end per gli Houston Texans della National Football League (NFL).

## Carriera universitaria
Anderson fu nominato outside linebacker titolare già nella sua prima stagione con gli Alabama Crimson Tide nel 2020. A fine stagione fu inserito nella seconda formazione ideale della Southeastern Conference (SEC) dopo avere messo a segno 7 sack e 10,5 tackle con perdita di yard. A fine stagione Alabama conquistò il campionato NCAA. Nel 2021 Anderson vinse il Bronko Nagurski Trophy, fu nominato difensore dell'anno della SEC e premiato unanimemente come All-American dopo avere fatto registrare 17,5 sack e 34,5 tackle con perdita di yard, in entrambi i casi leader della NCAA. Nel 2022 Anderson vinse nuovamente il Nagurski Trophy e il premio di difensore dell'anno della SEC, oltre al Lombardi Award e al Chuck Bednarik Award e a essere nuovamente premiato unanimemente come All-American dopo 10 sack e 17 placcaggi con perdita di yard. Il 2 gennaio 2023 annunciò la sua decisione di passare tra i professionisti.
Premi e rinoacimwnti
- Campionato nazionale (2020)
- Lombardi Award (2022)
- 2 Bronko Nagurski Trophy (2021, 2022)
- Chuck Bednarik Award (2022)
- Lott Trophy (2022)
- 2 Difensore dell'anno SEC (2021, 2022)
- 2 Unanimous All-American (2021, 2022)
- 2 First-team All-SEC (2021, 2022)
- Second-team All-SEC (2020)

Statistiche al college
| Stagione | Stagione | Stagione   | Stagione   | Stagione | Stagione | Difesa  | Difesa  | Difesa  | Difesa | Difesa | Difesa |
| Anno     | Squadra  | Campionato | Conference | P        | PT       | T. tot. | T. sol. | T. ass. | Sack   | Int.   | FF     |
| -------- | -------- | ---------- | ---------- | -------- | -------- | ------- | ------- | ------- | ------ | ------ | ------ |
| 2020     | Alabama  | FBS Div. I | SEC        | 13       | 13       | 52      | 33      | 19      | 7,0    | 0      | 1      |
| 2021     | Alabama  | FBS Div. I | SEC        | 15       | 15       | 101     | 56      | 45      | 17,0   | 0      | 0      |
| 2022     | Alabama  | FBS Div. I | SEC        | 13       | 13       | 51      | 24      | 27      | 10,0   | 1      | 0      |
| Totale   | Totale   | Totale     | Totale     | 41       | 41       | 204     | 113     | 91      | 34,0   | 1      | 1      |

Fonte: Football Database

## Carriera professionistica
Anderson era considerato dagli analisti una delle prime tre scelte del Draft NFL 2023. Il 27 aprile fu chiamato come terzo assoluto dagli Houston Texans.

### Houston Texans
Il 23 giugno 2023 Anderson firmò il suo contratto da rookie con i Texans: un accordo quadriennale da 35,2 milioni di dollari, totalmente garantiti, e con un'opzione di rinnovo per un quinto anno.

#### Stagione 2023
Durante la preparazione alla nuova stagione i Texans cambiarono il ruolo di Anderson facendolo passare a quello di defensive end. Debuttò come professionista partendo come titolare nella gara del primo turno contro i Baltimore Ravens in cui mise a segno 6 placcaggi e un sack su Lamar Jackson. Nel terzo turno bloccò un field goal contro i Jacksonville Jaguars, contribuendo alla prima vittoria stagionale di Houston. Nella settimana 13 mise a referto per la prima volta due sack in una partita, ai danni di Russell Wilson nella vittoria sui Denver Broncos. La sua prima stagione si chiuse con 45 tackle e 7 sack in 15 presenze, 13 delle quali come titolare, con la Pro Football Writers of America che lo premiò come miglior difensore rookie dell'anno e lo inserí nella formazione ideale dei rookie.
Un altro sack lo fece registrare nella vittoria del primo turno di playoff contro i Cleveland Browns. Il 30 gennaio 2024 fu convocato per il Pro Bowl in sostituzione di Maxx Crosby che scelse di non parteciparvi. L'8 febbraio fu premiato come rookie difensivo dell'anno.

#### Stagione 2024
Nel secondo turno Anderson fece registrare 4 placcaggi (2 con perdita di yard), 9 pressioni sul quarterback e 1,5 sack sulla prima scelta assoluta del Draft 2024 Caleb Williams nella vittoria sui Chicago Bears per 19-13. Nel sesto turno mise a segno 3 sack su un altro rookie, Drake Maye, nella vittoria sui New England Patriots, venendo premiato come miglior difensore della AFC della settimana.
Nell'ottavo turno Anderson guidó la squadra con 7 tackle, un sack e recuperó il fumble forzato dal compagno Danielle Hunter che chiusa la gara con i Colts in favore dei Texans. Alla fine di ottobre fu premiato come miglior difensore del mese della AFC in cui mise a segno 17 placcaggi (di cui 7 con perdita di yard) e 5 sack. Nella settimana 15 mise a segno un sack su Tua Tagovailoa forzando un fumble nella vittoria sui Miami Dolphins che diede ai Texans il titolo di division. Chiuse la stagione al decimo posto nella NFL con 11 sack. Nel divisional round dei playoff mise a segno due sack su Patrick Mahomes ma i Texans furono eliminati dai Kansas City Chiefs.

## Palmarès
- Convocazioni al Pro Bowl: 1

2023
- Difensore della AFC del mese: 1

ottobre 2024
- Difensore della AFC della settimana: 1

6ª del 2024
- Rookie difensivo dell'anno - 2023
- PFWA All-Rookie Team - 2023